# Passeig de Colom
Il Passeig de Colom è un ampio viale fiancheggiato da palme che si trova nel quartiere Ciutat Vella di Barcellona.

## Descrizione
La strada inizia all'altezza dell'incrocio tra la Plaça d'Antoni López e la fine della Via Laietana, dove si trova l'edificio centrale delle Poste (Correus i Telègrafs) ed è la prosecuzione del Passeig de Isabel II.  Ha un andamento rettilineo in direzione nord-est/sud-ovest e termina al Pla de la Pau, che ospita il Monumento a Cristoforo Colombo. Il viale è parallelo alla linea di costa e fiancheggiato dal Moll de la Fusta; sempre parallelamente al tracciato, scorre anche un tratto parzialmente interrato della Ronda Litoral.

## Storia
Il fronte mare di Barcellona è di formazione relativamente recente, dato che la variazione dei confini della spiaggia, progressivamente ridottasi, ha condizionato l'urbanizzazione di questa parte della città. Secondo la storiografia, il terreno di quest'area si consolidò completamente solo nel XIII secolo ma fu nel XIV e XV secolo che questa zona diventò definitivamente un'area urbana anche se all'epoca ancora al di fuori della cinta muraria medievale. La spinta all'urbanizzazione venne decisamente dal ruolo di Barcellona come porto commerciale che ben presto portò alla realizzazione del primo edificio della Loggia del Mare per ospitare le attività dei mercanti. I lavori iniziarono nel 1339 nel luogo già noto come Plaça dels Canvis (Piazza del Cambio). Questo primo edificio stimolò l'occupazione dell'area circostante e in breve tempo fu affiancato da altri edifici di servizio, come i magazzini dove si conservava il grano per la città. Il secondo intervento che favorì la progressiva espansione urbana in direzione del mare fu la realizzazione della prima cinta muraria marittima a difesa del porto, iniziata nel 1369 e portata a termine nel 1448.
La piazza della Loggia e quella del Mercato rimasero aperte verso il mare come punto di ingresso e uscita per gli scambi commerciali. Nel 1439 iniziarono i lavori della prima diga per realizzare il porto cittadino di fronte al Convento di Santa Clara, opera che fu terminata solo nel XVI secolo, insieme alle mura marittime. Nel 1534 il Consiglio dei Cento decise infatti definitivamente di racchiudere la città all'interno di una cinta che chiudesse anche il lato sul mare, nonostante questo avrebbe compromesso l'esposizione panoramica delle  molte residenze aristocratiche presenti nella zona. 
Nel XVIII secolo, la caduta della città nel 1714 durante la guerra di successione spagnola ebbe come conseguenza una serie di nuove trasformazioni dell'area occupata attualmente dal viale. La Loggia venne destinata a un uso prevalentemente militare, come sede delle milizie che controllavano Barcellona, e ciò comportò anche il riadattamento dell'antica struttura gotica e la sua ricostruzione secondo i canoni dell'estetica neoclassica che era predominante all'epoca, secondo il progetto di Tomàs Soler i Ferrer. La ricostruzione della Loggia non modificò però la collocazione dell'edificio nel fronte litorale cittadino: di fronte alla sua facciata iniziava il terrapieno di accesso alla parte superiore delle mura usata dai barcellonesi come strada urbana. Il punto di maggior pendenza del terrapieno era oltre al convento di San Sebastiano, dove prima ancora si trovava la Piazza del Vino. 

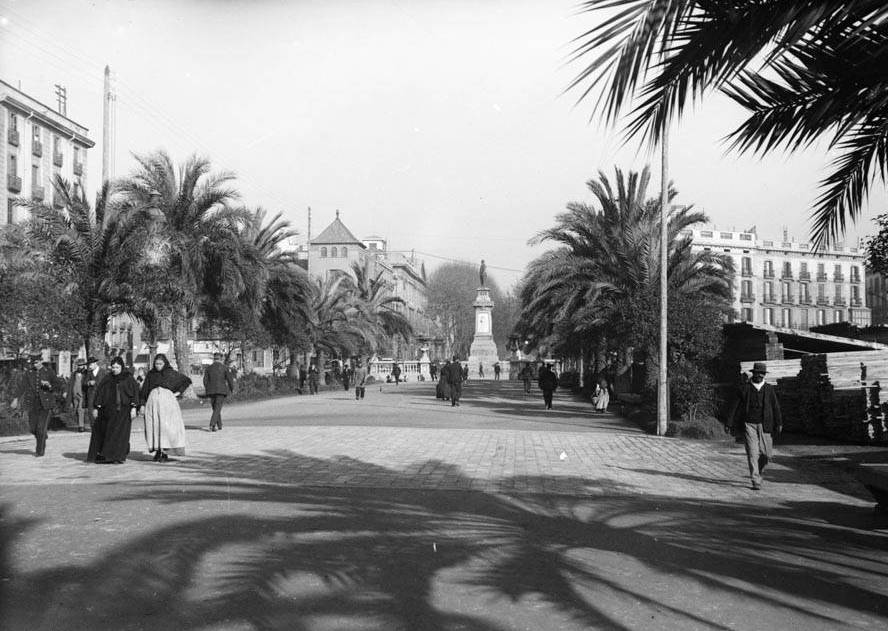
Il Passeig de Colom tra il 1888 e il 1911

Durante il XIX e il XX secolo vi furono continue e importanti trasformazioni urbanistiche in questo settore, che contribuirono ad aumentarne considerevolmente il prestigio sociale, a cominciare dalla nuova configurazione del Pla de Palau da parte di Joan Massanés nel 1818. Già nella seconda metà dell'Ottocento, l'incendio e la scomparsa del Palazzo Reale prima (1875) e la demolizione delle mura e conseguentemente della Porta di Mare (Portal de Mar) nei successivi anni ottanta portarono alla trasformazione definitiva del fronte mare e all'urbanizzazione del nuovo Passeig de Colom secondo l'impostazione  attuale.
L'Esposizione Universale di Barcellona del 1888 fu l'occasione di un altro grande processo di riforma urbanistica, guidato dal sindaco Rius i Taulet, che coinvolse anche il Passeig de Colom che, reinaugurato nel 1888, divenne la passeggiata marittima signorile. Ai suoi estremi furono eretti da un lato il Monumento a Colombo e dall'altro il monumentale Hotel Internacional, ora scomparso, progettato da Lluís Domènech i Montaner. Il viale era contornato da palme e costeggiato da una balaustra in pietra e aiole in ferro battuto decorate con draghi di ispirazione orientale, opera dell'architetto Antoni Rovira i Trias. A causa del progressivo aumento della circolazione, negli anni sessanta non rimaneva più nulla della passeggiata pedonale e la strada era intasata dal traffico automobilistico. Fu recuperata come zona di passeggio solo in occasione dei lavori per le Olimpiadi del 1992, con la realizzazione in sotterranea di un tratto della Ronda Litoral, senza però tornare allo splendore originale.

## Edifici di interesse
Al numero 2 del Passeig de Colom, dal lato della Via Laietana, si trova la casa dove soggiornò lo scrittore Miguel de Cervantes durante la sua permanenza a Barcellona.
Sul Passeig de Colom si trova anche la Loggia del Mare e poco distante la scultura El Cap de Barcelona di Roy Lichtenstein.